# Ralf Little
Ralf Alistair J. B. Little, född 8 februari 1981 i Bury i Lancashire, är en brittisk skådespelare.

## Filmografi
- 1998–2000 – Familjen Royle (TV-serie)
- 2001–2006 – Two Pints of Lager and a Packet of Crisps (TV-serie)
- 2002 – 24 Hour Party People
- 2004–2006 – The Match (TV-serie)
- 2010 – Married Single Other (TV-serie)
- 2014 – Our Zoo (TV-serie)
- 2020–2024 – Mord i paradiset (TV-serie)